# 呂梁郡
吕梁郡，中国南北朝时设置的郡。
南朝梁天监八年（509年）置吕梁郡，属东徐州。治所在今江苏省淮安市淮阴区西南古泗水西。太清三年（549年）吕梁郡再被东魏占领，东魏武定七年（549年）废除吕梁郡，合并绥化郡、吕梁郡置绥化县。北周改绥化县为淮阳县，属于淮阳郡。 